# Énergie solaire en Pologne
L'énergie solaire en Pologne connait une croissance très rapide (supérieure à 100 % par an de 2018 à 2022, puis +37 % en 2023 et +34 % en 2024.
La Pologne se situe en 2024 au 6e rang des producteurs d'électricité photovoltaïque de l'Union européenne (UE), comptant pour 5,1 % du total de l'Union européenne (UE), et au 20e rang mondial (0,7 %) en 2023, année où le solaire photovoltaïque a fourni 6,8 % de la production d'électricité du pays. L'Agence internationale de l'énergie estime la pénétration théorique du solaire photovoltaïque polonais à 14,5 % de la consommation d'électricité du pays fin 2024, au 11e rang mondial.
La Pologne a été en 2024 le 5e marché de l'UE de l'année (7,3 % du marché de l'UE) derrière l'Allemagne, l'Espagne, l'Italie et la France, et le 8e marché mondial en 2023 ; en 2022, comme en 2021, elle était le 2e marché de l'UE derrière l'Allemagne. Sa puissance installée se classe en 2024 au 6e rang européen (6,6 % du total de l'UE) derrière l'Allemagne, l'Espagne, l'Italie, la France et les Pays-Bas, et au 13e rang mondial en 2023 (1,1 %). La puissance photovoltaïque par habitant en Pologne était au 16e rang de l'UE fin 2024, 16 % au-dessous de la moyenne de l'UE.

## Potentiel solaire

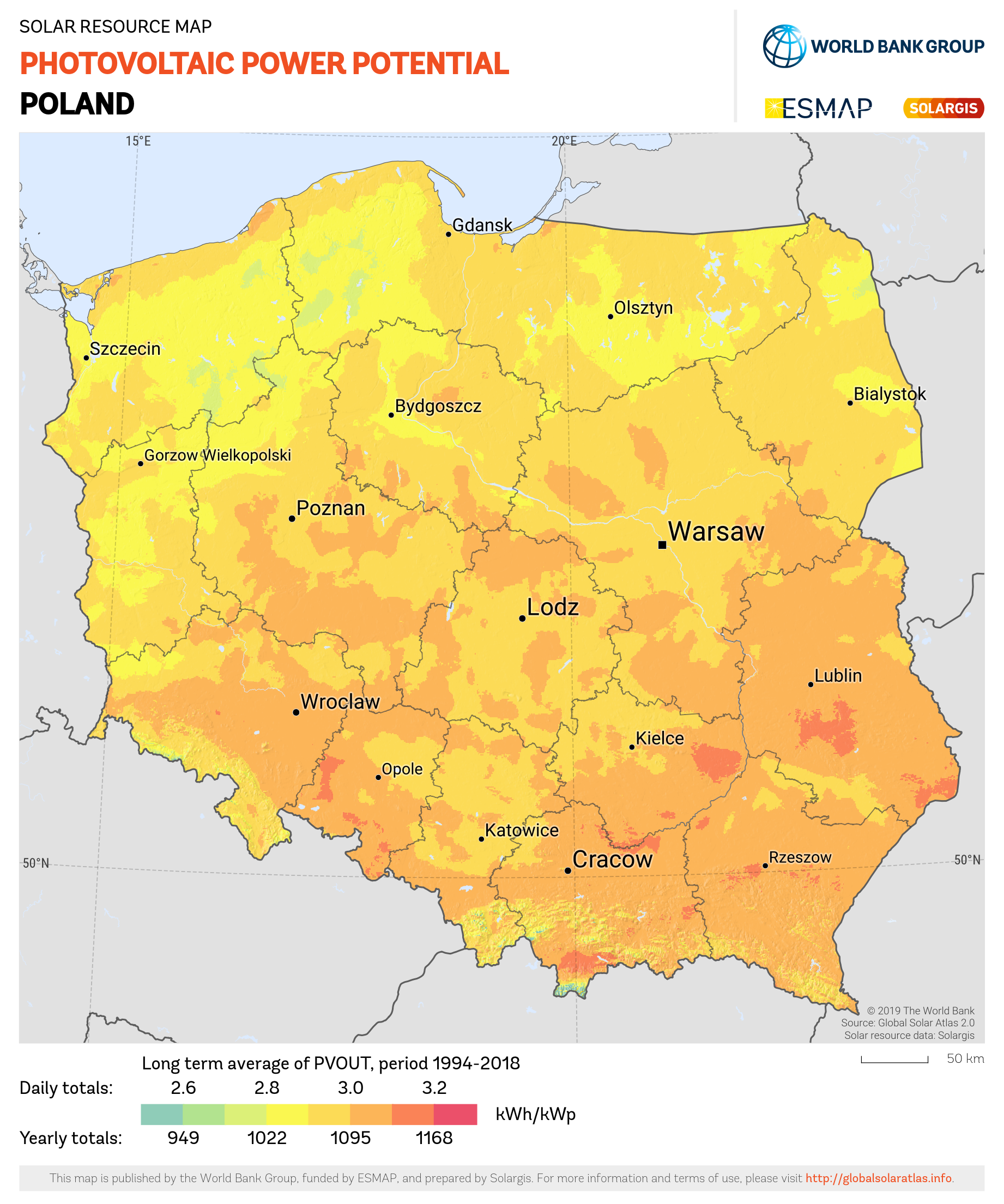
Carte du potentiel solaire photovoltaïque de la Pologne, 2021. Source: Global Solar Atlas 2.0, données : Solargis.

## Solaire thermique
En 2020, selon l'Agence internationale de l'énergie, la puissance installée cumulée des capteurs solaires thermiques en Pologne atteignait 3 GWth, soit 2,1 Mm2 de capteurs, au 15e rang mondial avec 0,4 % du total mondial.

## Solaire photovoltaïque

### Production
Selon EurObserv'ER, la Pologne a produit 15 249 GWh en 2024, en progression de 34,4 %, soit 5,1 % du total de l'Union européenne, au 6e rang des producteurs d'électricité photovoltaïque de l'Union européenne (UE), derrière l'Allemagne (25,0 %), l'Espagne (18,1 %), l'Italie (12,1 %), la France (8,2 %) et les Pays-Bas (7,3 %).
L'Agence internationale de l'énergie estime la pénétration théorique du solaire photovoltaïque polonais à 14,5 % de la consommation d'électricité du pays fin 2024 ; cette estimation est fondée sur la puissance installée au 31 décembre 2024, donc supérieure à la production réelle de l'année. La Pologne se classe au 11e rang mondial selon ce critère, loin derrière la Grèce, au 1er rang à 27,9 %, les Pays-Bas (25,5 %), l'Espagne (24 %) et la Hongrie (20,6 %) ; l'Allemagne (19,8 %) est au 7e rang, la France (7,3 %) au 30e rang ; la moyenne de l'UE est à 14,0 %.
Le solaire photovoltaïque polonais a produit 11 344 GWh en 2023, soit 6,8 % de la production d'électricité du pays.
Au niveau mondial, l'Energy Institute classe la Pologne au 20e rang avec 0,7 % de la production mondiale en 2023, derrière l'Espagne (2,9 %). La part du solaire photovoltaïque dans la production d'électricité atteint 7,0 %, plaçant la Pologne au 17e rang mondial, loin derrière le Chili (20,6 %), la Hongrie (18,6 %), les Pays-Bas (17,3 %), la Grèce (17,1 %) et l'Espagne (16,6 %), mais loin devant la France (4,3 %).
| Année | Production (GWh) | Accroissement | Part prod.élec. |
| ----- | ---------------- | ------------- | --------------- |
| 2015  | 57               |               | 0,03 %          |
| 2016  | 124              | +118 %        | 0,07 %          |
| 2017  | 165              | +33 %         | 0,1 %           |
| 2018  | 300              | +182 %        | 0,2 %           |
| 2019  | 711              | +137 %        | 0,4 %           |
| 2020  | 1 957            | +176 %        | 1,2 %           |
| 2021  | 3 934            | +101 %        | 2,2 %           |
| 2022  | 8 309            | +111 %        | 4,6 %           |
| 2023  | 11 344           | +37 %         | 6,8 %           |
| 2024  | 15 249           | +34 %         |                 |

Selon EurObserv'ER, la Pologne a produit 11 396 GWh en 2023, soit 4,7 % du total de l'Union européenne, au 6e rang des producteurs d'électricité photovoltaïque de l'Union européenne (UE), derrière l'Allemagne (25,1 %), l'Espagne (17,6 %), l'Italie (12,6 %), la France (9,5 %) et les Pays-Bas (8,7 %).
Selon EurObserv'ER, la Pologne a produit 8 008 GWh en 2022, se situant au 6e rang des producteurs d'électricité photovoltaïque de l'UE, comptant pour 3,9 % du total de l'UE, derrière l'Allemagne (29,6 %), l'Espagne (14,4 %), l'Italie (13,7 %), la France (10,0 %) et les Pays-Bas (8,6 %).
La Pologne se situait en 2021 au 8e rang européen des producteurs d'électricité photovoltaïque, comptant pour 2,9 % du total de l'Union européenne, loin derrière l'Allemagne (31,7 %), l'Italie (16,2 %), l'Espagne (13,7 %) et la France (9,6 %).

### Puissance installée

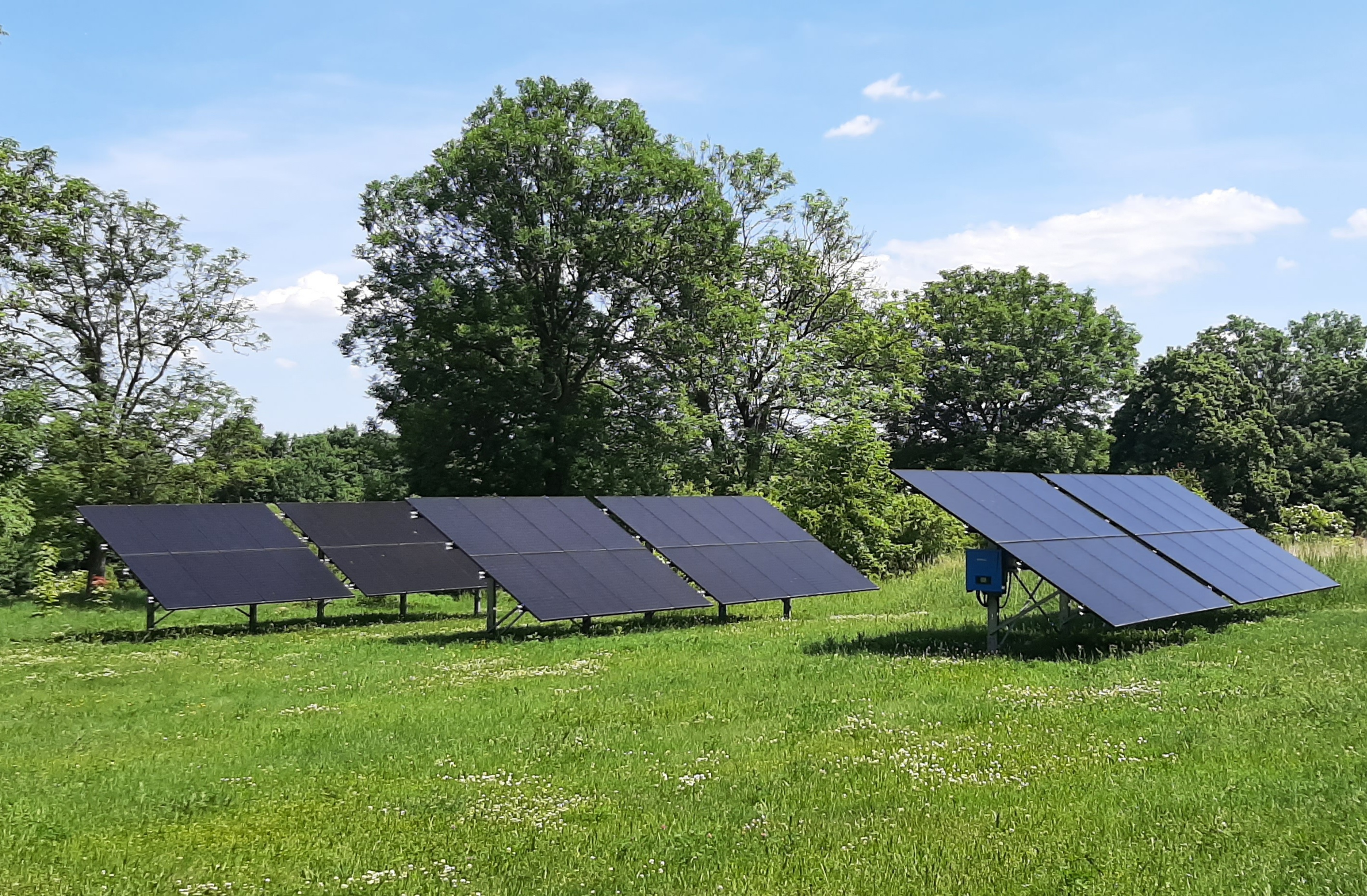
Panneaux solaires à Nasiegniewo, 2022.

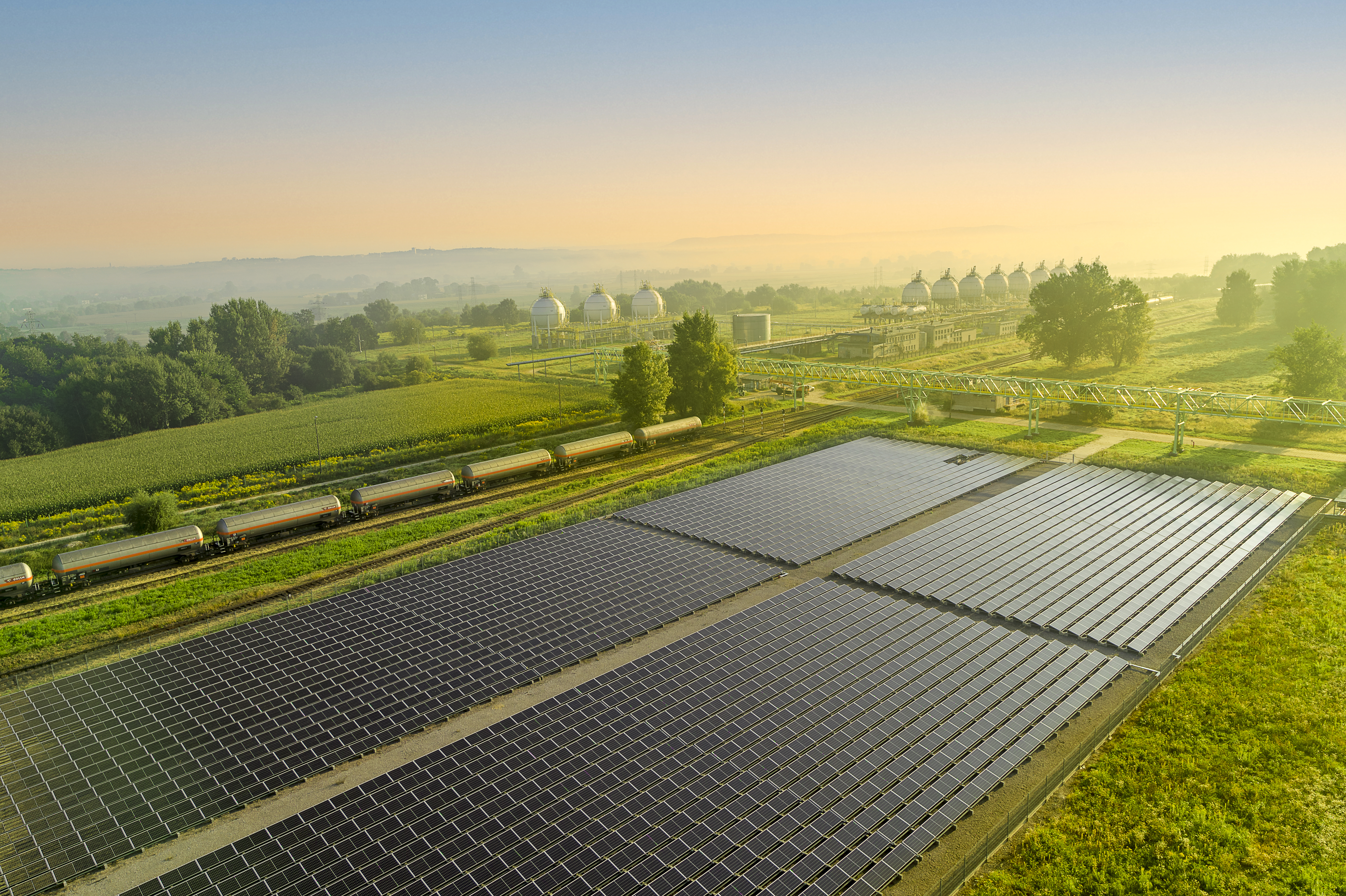
Ferme solaire de Dron Dwory, 2021.

La Pologne a installé 4 364 MWc en 2024, soit 7,3 % du marché de l'Union européenne (UE), au 5e rang de l'UE derrière l'Allemagne (24,2 %), l'Espagne (13,1 %), l'Italie (10,8 %) et la France (8,4 %), portant sa puissance installée à 20 945 MWc, soit 6,6 % du total de l'UE, au 6e rang européen derrière l'Allemagne (89 130 MWc, 29,1 %), l'Espagne (37 438 MWc, 12,2 %), l'Italie (35 819 MWc, 11,7 %), la France (24 878 MWc, 8,1 %) et les Pays-Bas (24 359 MWc, 7,9 %). La puissance photovoltaïque par habitant en Pologne s'élevait à 571,9 Wc fin 2024, 16 % au-dessous de la moyenne de l"Union européenne : 682 Wc), au 16e rang européen, loin derrière les Pays-Bas (1 357,6 Wc) et l'Allemagne (1 068 Wc), mais devant la France (363,4 Wc).
L'Agence internationale de l'énergie classe la Pologne au 8e rang mondial pour les installations de l'année 2023 (1,5 % du total mondial) et au 13e rang mondial pour la puissance installée cumulée (1,1 % du total mondial).
La Pologne a installé 4 887 MWc en 2023, soit 9,2 % du marché de l'Union européenne (UE), au 4e rang de l'UE derrière l'Allemagne (27,5 %), l'Espagne (13,7 %) et l'Italie (9,9 %), portant sa puissance installée à 17 057 MWc, soit 6,6 % du total de l'UE, au 6e rang européen derrière l'Allemagne (32 %), l'Espagne (11,9 %), l'Italie (11,8 %), les Pays-Bas (9,3 %) et la France (8 %). La puissance photovoltaïque par habitant était en Pologne de 464,1 Wc fin 2023, 19 % au-dessous de la moyenne de l"Union européenne : 572,5 Wc), au 15e rang européen, loin derrière les Pays-Bas (1 342,1 Wc) et l'Allemagne (974,3 Wc), mais devant la France (300 Wc).
L'Agence internationale de l'énergie classe la Pologne au 8e rang mondial pour les installations de l'année 2022.
La Pologne a installé 4 774 MWc en 2022, ce qui en fait le 2e marché de l'UE de l'année, derrière l'Allemagne (7 304 MWc), portant sa puissance installée à 12 189 MWc, au 6e rang européen derrière l'Allemagne (67 399 MWc), l'Italie (25 060 MWc), les Pays-Bas (18 849 MWc), l'Espagne (17 195 MWc) et la France (17 168 MWc). La puissance photovoltaïque par habitant était en Pologne de 323,7 Wc fin 2022, 26 % au-dessous de la moyenne de l"Union européenne : 437,4 Wc), au 14e rang européen, loin derrière les Pays-Bas (1 071,5 Wc) et l'Allemagne (809,7 Wc), mais devant la France (253 Wc).
Selon un rapport de l’Instytut Energetyki Odnawialnej (IEO), la capacité photovoltaïque installée cumulée de la Pologne atteint 12,4 GWc à la fin de 2022, dont 9,3 GWc de systèmes photovoltaïques de production décentralisée et 3,1 GWc de centrales solaires au sol. Selon l’institut, la Pologne pourrait ajouter encore 6 GWc en 2023, et atteindre une capacité installée de 30 GWc à la fin de 2030.
La Pologne a installé 3 715 MWc en 2021, ce qui en fait le 2e marché européen de l'année derrière l'Allemagne (5 015 MWc), portant sa puissance installée à 7 670 MWc, au 6e rang européen. La puissance photovoltaïque par habitant était en Pologne de 202,7 watts fin 2021, 43 % au-dessous de la moyenne de l"Union européenne : 355,3 W), au 15e rang européen, loin derrière les Pays-Bas (815,4 W) et l'Allemagne (706,2 W).

### Principales centrales solaires
En juin 2021, 70 % des capacités solaires de la Pologne proviennent de petites installations. En cinq ans, le nombre des foyers polonais équipés de panneaux photovoltaïques sur leur toit est passé de 4 000 à 450 000. Les subventions de l’État polonais sont incitatives : l'investissement serait rentable après six ans seulement, car le prix de l’électricité dans le pays, l’un des plus élevés en Europe, ne cesse d’augmenter à cause de la hausse des coûts des quotas d'émissions de CO2.
Equinor, qui a acheté en 2021 le développeur solaire polonais Wento, annonce en octobre 2022 la mise en service de sa première centrale solaire polonaise, à Stępień, dans la région de Warmia, dans le nord, une des plus grandes centrales solaires du pays, comptant plus de 100 000 panneaux solaires sur une superficie de 65 hectares. En comptant ses deux autres centrales solaires en construction, Equinor disposera en 2024 de 171 MWc.
En décembre 2022 a débuté la construction par le groupe PGE (Polska Grupa Energetyczna) de l'un des plus grands parcs photovoltaïques de Pologne à Jeziórko, dans la commune de Grębów, dans le sud-est du pays. Près de 200 000 panneaux solaires seront installés sur un terrain d’une centaine d’hectares, remis en état après l'exploitation minière. La centrale solaire commencera à produire de l'électricité à la fin de 2023. L’objectif du groupe PGE, principal producteur d’électricité polonais, est de disposer d’ici 2030 d'installations photovoltaïques d'une capacité de 3 GWc.
La compagnie espagnole EDP Renewables a inauguré en octobre 2023 en Pologne sa plus grande centrale photovoltaïque d’Europe. La centrale, la deuxième plus grande de Pologne, située à Przykona, dans le centre-ouest du pays, est composée de près de 308 000 panneaux bifaciaux et dispose d’une capacité installée de 200 MWc.

### Politique énergétique
La Pologne, qui a remis à la Commission européenne son projet de plan national énergie climat intégré (PNEC) modifié le 5 mars 2024, indique dans ses nouvelles projections une contribution du solaire de 29,3 GWc pour 2030 contre 7,3 GWc prévus initialement.

### Difficultés d'intégration au réseau
En mars 2024, le gestionnaire de réseau électrique polonais Polskie Sieci Elektroenergetyczne (PSE) a été contraint d'effectuer une réduction de la capacité de production d’énergie photovoltaïque à trois reprises (1 200 à 1 877 MW) « en raison de l’offre excédentaire de production dans le système électrique national et de la nécessité de restaurer les capacités de régulation du système électrique national ». La Pologne doit donc accélérer la mise à niveau de son réseau électrique afin que de tels épisodes ne se renouvellent pas trop souvent. Elle bénéficie du soutien financier de la Banque européenne d’investissement (BEI), qui a annoncé une aide de plus de 466 millions d’euros accordée à la Pologne pour moderniser le réseau de transport et y intégrer les ENR.